# Charles Théophile de Béziade
Charles Théophile de Béziade (* 1701; † 29. Mai 1746 in Antwerpen an den Pocken) war ein französischer Militär.
Er war Chevalier, Marquis d’Avaray, Baron de Lussay, Seigneur de Lestiou, de Courbouzon et de La Brosse-Montmort, und wurde Grand-Bailli d’Épée d’Orléans und Maréchal de camp des Armées du Roi.

## Leben
Charles Théophile de Béziade ist der zweite Sohn von Claude Théophile de Béziade (1655–1745), Marquis d’Avaray, Lieutenant-général des Armées du Roi, Ritter im Orden vom Heiligen Geist, und Catherine Angélique Foucault; durch seine Mutter war er ein Neffe von Nicolas-Joseph Foucault.
Er war für den Dienst in der Kirche vorgesehen, den er aber 1712 verließ, um Cornette bei den Musketieren zu werden. Er wurde am 17. September 1720 Lieutenant réformé im Régiment d‘Orléans dragons, am 2. Oktober 1721 Capitaine réformé im selben Regiment, am 15. April 1722 im Régiment de La Reine dragons und am 31. August 1725 schließlich Capitaine im Régiment d’Arménonvlle dragons. Er befehligte seine Kompanie 1727 im Feldlager an der Maas. Durch Patent vom 9. Februar 1729 wurde er 2. Cornette der 1. Kompanie der Musketiere mit dem Rang eines Mestre de camp de cavalerie.
Im Polnischen Thronfolgekrieg nahm er 1734 an der Belagerung von Philippsburg (Juni/Juli) teil und erhielt am 23. Oktober 1734 das Kommando über das Régiment de Nivernois, nachdem sein Bruder Jean-Théophile als dessen Kommandeur infolge von Verwundungen aus der Schlacht bei Guastalla gestorben war. Er trug nun den Namen Marquis d’Avaray und zog sich als Cornette der Musketiere zurück. Mit dem Régiment de Nivernais schloss er sich der italienischen Armee an, befehligte es 1735 bei den Belagerungen von Revere, Reggio und Reggiolo, kehrte im August 1736 nach Frankreich zurück. 
Im Januar 1738 war er auf Korsika gegen den Befreiungskampf der Korsen unter ihrem König Theodor von Neuhoff eingesetzt. Er wurde durch ein Patent vom 1. Januar 1740 zum Brigadier ernannt und kehrte im April 1741 nach Frankreich zurück. 
Im Österreichischen Erbfolgekrieg wurde er mit Schreiben vom 16. Oktober 1742 der Flandernarmee zugeordnet, die sich aber in der Defensive hielt. Mit Schreiben vom 1. April 1743 wurde er in der Rheinarmee eingesetzt, in der er am 27. Juni 1743 in der Schlacht bei Dettingen kämpfte; er beendete den Feldzug im Unterelsass unter dem Befehl des Marschalls Noailles; mit Schreiben vom 1. April 1744 wechselte er zur Flandernarmee. Am 7. Juni 1744 wurde er zum Maréchal de camp befördert, dessen Patent ihm am 2. Mai zugesandt worden war. Er diente bei der Belagerung von Menen und Ypern, wo er am 24. Juni den Schützengraben ausheben ließ, bei der Belagerung von Veurne, wo er am 9. Juli ebenfalls den Schützengraben ausheben ließ. Am 1. Juli wechselte er zur Armee unter dem Kommando des Marschalls von Sachsens. Er gab sein Regiment auf und beendete den Feldzug im Feldlager von Kortrijk. Mit Befehl vom 20. Februar 1745 wurde er in Dünkirchen eingesetzt und mit Schreiben vom 1. April desselben Jahres in der Rheinarmee, wo man sich in der Defensive befand. Mit Befehl vom 1. November kommandierte er im Winter in der Picardie, mit Schreiben vom 1. Mai 1746 wurde er in der Flandernarmee eingesetzt und begab sich nach Antwerpen, wo er am 30. Mai 1746 an den Pocken starb.

## Ehe und Familie
Charles Theophile de Béziade heiratete am 12. Dezember 1735 Marguerite Elisabeth Mégret d’Étigny, Tochter von François Nicolas Mégret, Seigneur de Passy, Étigny etc., Conseilelr d’État, Grand-Audiencier de France, und Marguerite de Beaucousin. Ihre Kinder sind:
- Charles Théophile (* wohl 1737; † 17. April 1757, im 21. Lebensjahr), Chevalier, Marquis d’Avaray, Baron de Lussay, Seigneur de La Brosse-Montmort, Colonel au Régiment des Grenadiers de France; ⚭ 1. Juli 1754 Elisabeth Guillemine Charlotte de Baschi de Thoard, Tochter von François de Baschi, Comte de Baschi-Saint-Estève, Ritter im Orden vom Heiligen Geist, und Charlotte Victoire Le Normand
- Claude Antoine (* 16. Juli 1740; † 25. April 1829), Chevalier, Marquis und 1817 2. Duc d’Avaray, Baron de Lussay, Seigneur de Lestiou, de Courbouzon et de La Brosse-Montmort, Lieutenant-général des Armées du Roi, Pair de France; ⚭ 5. April 1758 Angélique Adélaïde Sophie de Mailly, Tochter von Louis de Mailly, Comte de Mailly, Marquis de Nesle, Ritter im Orden vom Heiligen Geist, Lieutenant-général des Armées du Roi, und Anne Françoise de l’Arbaleste de Melun